# صرخة نملة (فلم)
صرخة نملة، فيلم مصري. من إنتاج 2011، من بطولة عمرو عبد الجليل ورانيا يوسف.

## القصة
تدور قصة الفيلم في إطار كوميدي يتطرق للظروف الحياتية والأوضاع الاجتماعية والاقتصادية الصعبة التي أصبح الشعب المصري يعاني منها كقضية ارتفاع الأسعار.

## طاقم التمثيل
- عمرو عبد الجليل بدور:جودة المصري
- رانيا يوسف بدور:وفاء زوجة جودة
- أحمد وفيق بدور:كمال صديق جودة
- حمدي أحمد بدور:الحاج عبد الستار
- يوسف عيد بدور:جميل خرابة زوج اخت جودة
- سيد رجب بدور:حسين خال وفاء
- ريهام أيمن بدور:هناء شقيقة وفاء
- عبد الإمام عبد الله بدور:الشيخ طلال
- هشام المليجي بدور:فايز
- سلوم حداد بدور:محمود حسين ضابط امن الدولة
- هياتم بدور:ام سمسم
- يوسف داود بدور:عم صلاح التربي
- فريدة الجريدي بدور:أماني شقيقة جودة
- نهير أمين بدور:إنشراح والدة جودة
- محمد أبو الحسن
- حمادة صميدة
- علاء عوض: ضيف شرف

## روابط خارجية
- مقالات تستعمل روابط فنية بلا صلة مع ويكي بيانات